# Elección al Senado de los Estados Unidos en Wyoming de 2020
La Elección al Senado de los Estados Unidos en Wyoming de 2020 se llevaron a cabo el 3 de noviembre de 2020 para elegir a un miembro del Senado de los Estados Unidos para representar al Estado de Wyoming, al mismo tiempo que las elecciones presidenciales de los Estados Unidos de 2020, así como otras elecciones al Senado los Estados Unidos en otros estados. Elecciones a la Cámara de Representantes de los Estados Unidos y varias elecciones estatales y locales. La republicana Cynthia Lummis derrotó a la demócrata Merav Ben-David por más de 46 puntos porcentuales, convirtiéndose en la primera mujer senadora estadounidense de Wyoming y sucediendo al republicano titular Mike Enzi, quien no se postuló para la reelección. Las elecciones primarias de los partidos Demócrata y Republicano se llevaron a cabo el 18 de agosto de 2020.

## Primarias Republicanas

### Candidatos

#### Nominado
- Cynthia Lummis, ex representante de EE. UU. por el distrito congresional at-large de Wyoming y extesorera de Wyoming.[3][4]

#### Eliminado en primaria
- Robert Short, comisario y empresario del condado de Converse.[5]
- R. Mark Armstrong, geólogo.[4]
- Devon Cade, empresario.
- John Holtz, abogado y veterano de la Fuerza Aérea de EE. UU.
- Michael Kemler[4]
- Bryan Miller, candidato al Senado de los Estados Unidos en 2014.[4]
- Donna Rice, abogada estatal.[6]
- Star Roselli, teórico de la conspiración.[7]
- Joshua Wheeler, veterano de la Guardia Nacional del Ejército de Wyoming.[8]

#### Retirado
- Patrick Dotson, jubilado.[4]
- Rolland Holthus[4]

#### Rechazado
- Liz Cheney, representante titular del distrito congresional at-large de Wyoming, presidenta de la Conferencia Republicana en la Cámara e hija del vicepresidente Dick Cheney (postulandose a la reelección)
- Mike Enzi, senador titular[9] (apoyo a Cynthia Lummis)[10]
- Foster Friess, empresario y excandidato a gobernador.[11]
- Robert Grady, asesor político del expresidente George H. W. Bush.[12]
- Matt Mead, exgobernador de Wyoming.
- Marian Orr, alcaldesa de Cheyenne (postulandose a la reelección)
- Donald Trump Jr., empresario e hijo del presidente de los Estados Unidos Donald Trump.[13]

### Resultados

Resultados por condado:

Resultados por condado:

|  | 59.67 % |

|  | 12.66 % |

|  | 10.28 % |

|  | 5.53 % |

|  | 3.67 % |

|  | 3.53 % |

|  | 1.71 % |

|  | 0.96 % |

|  | 0.93 % |

|  | 0.59 % |

|  | 0.47 % |

|  | 100 % |

## Primarias Demócratas

### Candidatos

#### Nominado
- Merav Ben-David, presidenta del Departamento de Zoología y Fisiología de la Universidad de Wyoming y ecóloga de vida silvestre.[4][16]

#### Eliminado en primaria
- Kenneth R. Casner, candidato demócrata para las elecciones a gobernador de Wyoming de 2018 y candidato demócrata para el Distrito 47 de la Cámara de Representantes de Wyoming en 2016.[4]
- James DeBrine, activista progresista.[4]
- Yana Ludwig, activista socialista democrática y organizadora comunitaria.[4]
- Nathan Wendt, ejecutivo de un grupo de expertos, consultor de gestión, empresario, emprendedor.[4]
- Rex Wilde, veterano, técnico de servicio, candidato demócrata para las elecciones a gobernador de Wyoming de 2018 y candidato demócrata para las elecciones al Senado de los Estados Unidos en Wyoming de 2014.[4]

#### Retirado
- Chuck Jagoda, profesor.[4][17]

### Resultados
|  | 40.28 % |

|  | 20.73 % |

|  | 17.70 % |

|  | 8.99 % |

|  | 7.93 % |

|  | 3.64 % |

|  | 0.73 % |

|  | 100 % |

## Elección general

### Predicciones
| Fuente                | Clasificación | As of                  |
| --------------------- | ------------- | ---------------------- |
| Cook Political Report | Sólido        | 29 de octubre de 2020  |
| Inside Elections      | Sólido        | 28 de octubre de 2020  |
| Sabato's Crystal Ball | Sólido        | 2 de noviembre de 2020 |
| 270toWin              | Sólido        | 2 de noviembre de 2020 |
| Político              | Sólido        | 2 de noviembre de 2020 |

### Encuestas
| Fuente de la encuesta | Fecha(s) de realización | Tamaño de muestra | Margen de error | Cynthia Lummis (R) | Merav Ben-David (D) | Otro Indecisos |
| --------------------- | ----------------------- | ----------------- | --------------- | ------------------ | ------------------- | -------------- |
| University of Wyoming | 8-28 de octubre de 2020 | 614 (LV)          | ± 4%            | 56%                | 26%                 | –              |

### Resultados
Lummis superó a su compañero republicano Donald Trump en las elecciones presidenciales simultáneas por un 2.9%, o 4,541 votos. Ella también ganó el condado de Albany por 1%, o 182 votos, mientras que Trump lo perdió por 2.7%, o 513 votos. Se desempeñó significativamente mejor en el bastión demócrata del condado de Teton, recibiendo el 37.3% del voto total, en comparación con el 29.6% de Trump. El desempeño superior de Lummis probablemente se debió en parte al hecho de que no hubo terceros candidatos en la campaña por el Senado, mientras que en la campaña presidencial la libertaria Jo Jorgensen ganó 5,768 votos, o el 2.1% de los votos, y el candidato independiente Brock Pierce ganó 2,208 votos, o el 0.8%.
|  | 72.85 % |

|  | 26.76 % |

|  | 0.39 % |

|  | 100 % |